# Премия имени К. А. Тимирязева
Премия имени К. А. Тимирязева — научная награда Академии наук СССР и Российской академии наук, названная в честь русского биолога, основоположника русской научной школы физиологов растений К. А. Тимирязева (1843—1920).
Присуждается Отделением физико-химической биологии (ОФХБ) Российской академии наук за выдающиеся работы в области физиологии растений.

## Награждённые учёные
| Год  | Лауреат премии                            | За какие работы |
| ---- | ----------------------------------------- | --- |
| 1941 | чл.-корр. АН СССР Н.А. МАКСИМОВ           | за работу «Краткий курс физиологии растений».                                                                                         |
| 1941 | проф. Д.А. САБИНИН                        | за работу «Минеральное питание растений».                                                                                             |
| 1945 | Прянишников Дмитрий Николаевич            | за работу «Азот в жизни растений и в земледелии СССР»                                                                                 |
| 1948 | Генкель Павел Александрович               | за работу «Устойчивость растений к засухе и пути ее повышения»                                                                        |
| 1948 | Ерыгин Пётр Сергеевич                     | за работу «Физиологические основы орошения риса»                                                                                      |
| 1950 | Владимиров Андрей Владимирович            | за работу «Физиологические основы применения азотистых и калийных удобрений»                                                          |
| 1951 | Ратнер Евсей Иделевич                     | за работу «Минеральное питание растений и поглотительная способность почв»                                                            |
| 1953 | Дадыкин Всеволод Петрович                 | за работу «Особенности поведения растений на холодных почвах»                                                                         |
| 1961 | Рубин Борис Анисимович и Е.В. АРЦИХОВСКАЯ | за работу «Биохимия и физиология иммунитета растений»                                                                                 |
| 1964 | д.б.н. Борис Петрович Строгонов           | за работу «Физиологические основы солеустойчивости растений».                                                                         |
| 1967 | Годнев Тихон Николаевич                   | за монографию «Хлорофилл, его строение и образование в растении»                                                                      |
| 1970 | Жолкевич Владимир Николаевич              | за монографию «Энергетика дыхания высших растений в условиях водного дефицита»                                                        |
| 1973 | Васильев Андрей Евгеньевич                | за «Атлас ультраструктуры растительных клеток»                                                                                        |
| 1973 | Данилова Мария Федоровна                  | за «Атлас ультраструктуры растительных клеток»                                                                                        |
| 1973 | Козубов Геннадий Михайлович               | за «Атлас ультраструктуры растительных клеток»                                                                                        |
| 1976 | Кулаева Ольга Николаевна                  | за монографию «Цитокинины, их структура и функция»                                                                                    |
| 1979 | Туманов Иван Иванович                     | по совокупности работ по теме «Физиология закаливания и морозостойкости растений»                                                     |
| 1982 | Белл Леон Натанович                       | за монографию «Энергетика фотосинтезирующей растительной клетки»                                                                      |
| 1985 | Чайлахян Михаил Христофорович             | за цикл работ по проблеме «Гормональная теория цветения растений», выполненных в 1975—1984 гг.                                        |
| 1988 | Чулановская Мария Владимировна            | за работу «Фотосинтетический метаболизм и энергетика хлореллы»                                                                        |
| 1988 | Заленский Олег Вячеславович               | за работу «Фотосинтетический метаболизм и энергетика хлореллы»                                                                        |
| 1988 | Глаголева Татьяна Андреевна               | за работу «Фотосинтетический метаболизм и энергетика хлореллы»                                                                        |
| 1991 | Полевой Всеволод Владимирович             | за учебник «Физиология растений» |
| 1995 | Запрометов Михаил Николаевич              | за монографию «Фенольные соединения. Распространение, метаболизм и функции в растениях»                                               |
| 1998 | Пронина Наталия Александровна             | за серию работ «Молекулярная и клеточная организация СО2 — концентрирующих механизмов при фотосинтезе микроводорослей»                |
| 1998 | Семененко Виктор Ефимович                 | за серию работ «Молекулярная и клеточная организация СО2 — концентрирующих механизмов при фотосинтезе микроводорослей»                |
| 2001 | Обручева Наталья Владимировна             | за монографию «Прорастание семян: начальная стадия»                                                                                   |
| 2004 | Вартапетян Борис Багратович               | за серию работ «Кислородный обмен и анаэробиоз растений»                                                                              |
| 2007 | Дмитриева Галина Алексеевна               | за учебник «Физиология растений» |
| 2007 | Кузнецов Владимир Васильевич              | за учебник «Физиология растений» |
| 2010 | Гамалей Юрий Владимирович                 | за монографию «Транспортная система сосудистых растений»                                                                              |
| 2013 | Лось Дмитрий Анатольевич                  | за монографию «Сенсорные системы цианобактерий» и цикл работ по одноименной тематике                                                  |
| 2016 | Рубин Андрей Борисович                    | за цикл работ «Механизмы физиолого-биохимической регуляции первичных процессов фотосинтеза в нормальных и стрессовых условиях»        |
| 2016 | Погосян Сергей Иосифович                  | за цикл работ «Механизмы физиолого-биохимической регуляции первичных процессов фотосинтеза в нормальных и стрессовых условиях»        |
| 2016 | Кренделева Татьяна Евгеньевна             | за цикл работ «Механизмы физиолого-биохимической регуляции первичных процессов фотосинтеза в нормальных и стрессовых условиях»        |
| 2019 | Аллахвердиев Сулейман Ифхан оглы          | за цикл работ «Фундаментальные основы создания фотосинтетических искусственных систем в интересах развития альтернативной энергетики» |
| 2022 | Горшкова Татьяна Анатольевна              | за монографию «Клеточная стенка как динамичная система» и цикл работ по одноимённой тематике                                          |